# Kríjské písmo
Kríjské písmo (anglicky Cree) je nejstarší ze slabičných písem kanadských domorodců. Název je odvozen od indiánského kmene Krí (mluvící kríjštinou). Písmo používají indiánské jazyky v Kanadě, od Saskatchewanu po západ Hudsonova zálivu. Písmo vymyslel lingvista James Evans ve 40. letech 19. století. Později se z něj vyvinulo písmo inuitské. Existují dvě varianty tohoto písma, východní a západní. Písmo je slabičné, 1 znak znamená 1 slabiku.

## Podrobná tabulka
|    | a | e | i | o |
| -- | - | - | - | - |
| -  | ᐊ | ᐁ | ᐃ | ᐅ |
| p  | ᐸ | ᐯ | ᐱ | ᐳ |
| t  | ᑕ | ᑌ | ᑎ | ᑐ |
| k  | ᑲ | ᑫ | ᑭ | ᑯ |
| ch | ᒐ | ᒉ | ᒋ | ᒍ |
| m  | ᒪ | ᒣ | ᒥ | ᒧ |
| n  | ᓇ | ᓀ | ᓂ | ᓄ |
| s  | ᓴ | ᓭ | ᓯ | ᓱ |
| j  | ᔭ | ᔦ | ᔨ | ᔪ |